# Acanthermia madrina
Acanthermia madrina är en fjärilsart som beskrevs av William Schaus 1911. Acanthermia madrina ingår i släktet Acanthermia och familjen nattflyn. Inga underarter finns listade i Catalogue of Life.